# Kathleen Garrett
Kathleen Garrett es una actriz, autora y locutora estadounidense.

## Carrera
Kathleen Garrett reaparece en la serie Power Book II: Ghost on Starz! e Inventing Anna en Netflix. Ella también está en The Trial of the Chicago 7 dirigida por Aaron Sorkin. Recurrió en Law & Order como la jueza Susan Moretti y en varios episodios de Law & Order: Special Victims Unit, así como múltiples papeles de estrella invitada en otras series.
Garrett actuó y coprodujo la obra en solitario The Last Flapper de William Luce en los Tiffany Theatres de Los Ángeles, recibiendo críticas positivas.
Garrett interpretó el papel de un capitán vulcano en el episodio "Vortex" de Star Trek: Deep Space Nine. Más tarde apareció en el episodio "Muse" de Star Trek: Voyager como Tanis (la especie de Kelis), un actor de teatro que interpreta a la capitana Kathryn Janeway. Garrett trabajó de nuevo con el actor de Star Trek: Voyager Robert Beltran en la producción de Beltran de Hamlet, interpretando el papel de Gertrudis. Garrett interpretó el papel de la Sra. Alving en la producción de la ciudad de Nueva York de Henrik Ibsen Ghosts en el Century Theatre.
Garrett expresó el papel de Pamela Voorhees en los avances del Viernes 13 de 2009, lo que provocó una controversia. Betsy Palmer pensó que era su propia voz en la película y amenazó con demandar a Paramount. Paramount declaró que sería imposible extraer un audio limpio de la película original, ya que el diálogo estaba vinculado a la música y los efectos de sonido, razón por la cual contrataron a Garrett para recitar las líneas icónicas.
Garrett apareció en el episodio Law & Order: Special Victims Unit basado en el caso de Dominique Strauss-Kahn, como un personaje basado en Anne Sinclair, la entonces esposa de Dominique Strauss-Kahn.

## Premios
Garrett recibió el Premios del Sindicato de Actores 2020 por su trabajo en el The Trial of the Chicago 7, Premio Clio a la Actuación Sobresaliente de un Actor en un Comercial. También recibió el Premio del Círculo de Críticos de Drama de Los Ángeles, el Premio Back Stage Garland, el Premio Robbie, la Nominación a Ovation y la nominación a LA Weekly por su actuación en el estreno en la Costa Oeste de Indiscreciones de Jean Cocteau. Continúa trabajando en televisión, cine, teatro, comerciales y locuciones.

## Vida personal
El cuento de memorias de Garret The 'Figgers': The Day a 12 Year-Old Foiled the FBI, que cuenta cómo ella y sus hermanas frustraron el arresto de su padre por parte del FBI, es publicado en dos partes por Zocalo Public Square y distribuido internacionalmente.